# Hitachi Energy Arena
Die Hitachi Energy Arena ist ein Fußballstadion in der schwedischen Stadt Västerås. Es bietet zu Fußballspielen der Profis vom Västerås SK FK, den Amateur-Teams von Syrianska IF Kerburan und IFK Västerås sowie den Frauenmannschaften von Västerås BK30 und Gideonsbergs IF 6750 Zuschauern Platz. Zu Konzertveranstaltungen finden 15.000 Besucher in der Arena Platz.

## Geschichte
Eröffnet wurde der Neubau am 27. April 2008. Das reine Fußballstadion liegt im zwei Kilometer nördlich der Innenstadt von Västerås gelegenen Rocklunda IP, eine der größten zusammenhängenden Sportanlagen Schwedens. Es wird über die kommunale Gesellschaft Rocklunda Sport & Event AB von der Kommune Västerås betrieben. Gespielt wird in der Iver Arena auf beheizbarem Kunstrasen (Spielfeldgröße 105 × 68 Meter), der wie die gesamte Arena den Richtlinien von FIFA und UEFA entspricht. Der bisherige Publikumsrekord liegt bei 6441 Besuchern, die das Stadtderby zwischen Syrianska IF Kerburan und dem Västerås SK am 5. September 2010 in der dritthöchsten schwedischen Spielklasse sehen wollten.
Die Hitachi Energy Arena ersetzte mit ihrer Eröffnung für die Fußballklubs der Stadt den Arosvallen, ein Leichtathletikstadion direkt am Hochschulgelände. Anfangs hieß das Stadion Swedbank Park, von Anfang 2016 bis Anfang 2020 aufgrund eines Sponsorenwechsels trug es den Namen Solid Park Arena. Nach der Übernahme von Solid Park durch das Unternehmen Iver änderte sich Anfang Januar 2020 der Name der Arena ebenfalls.
Seit April 2023 trägt es den Namen Hitachi Energy Arena, nach Hitachi Energy.

## Galerie

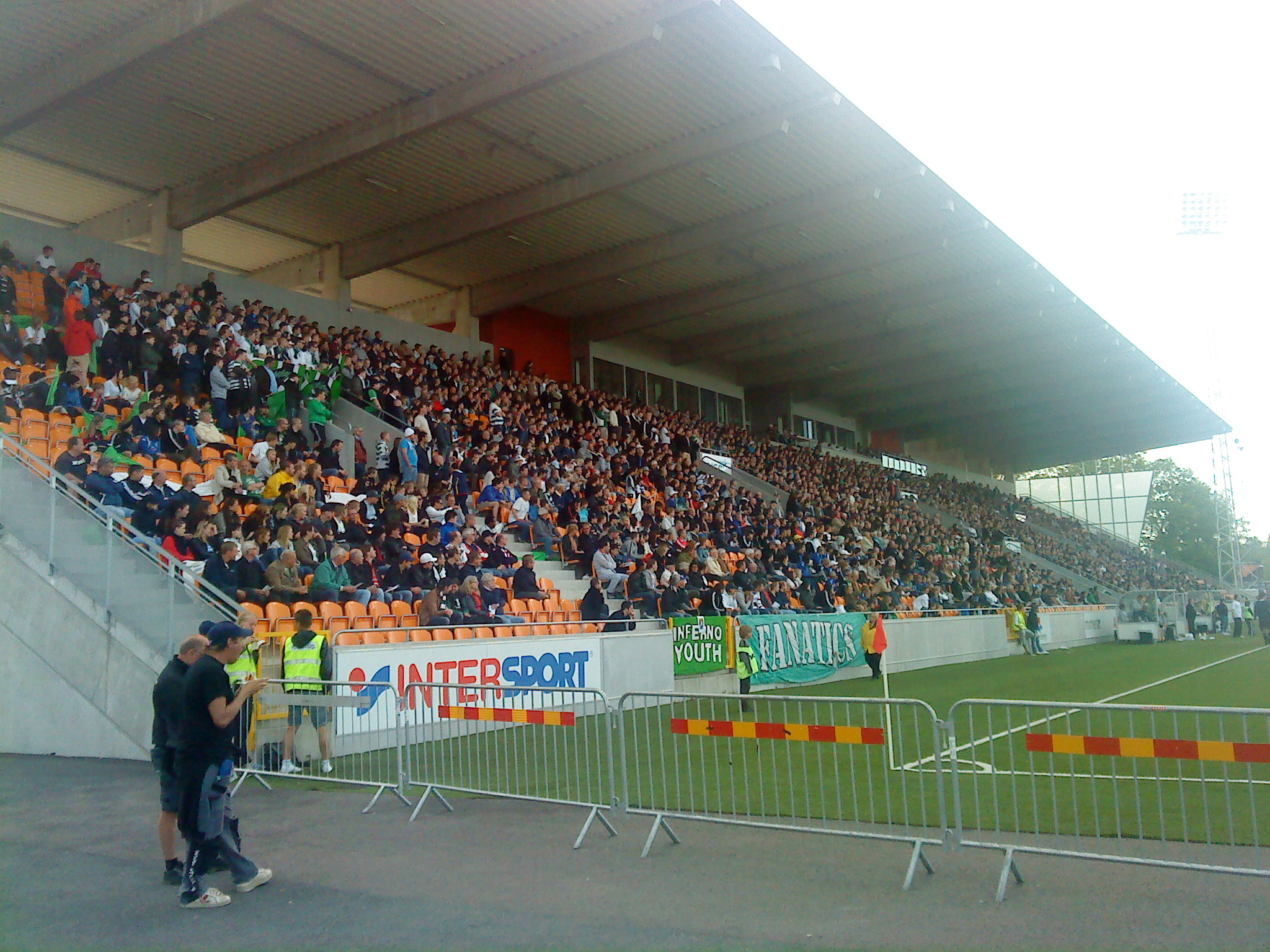
Die Arena im Mai 2010
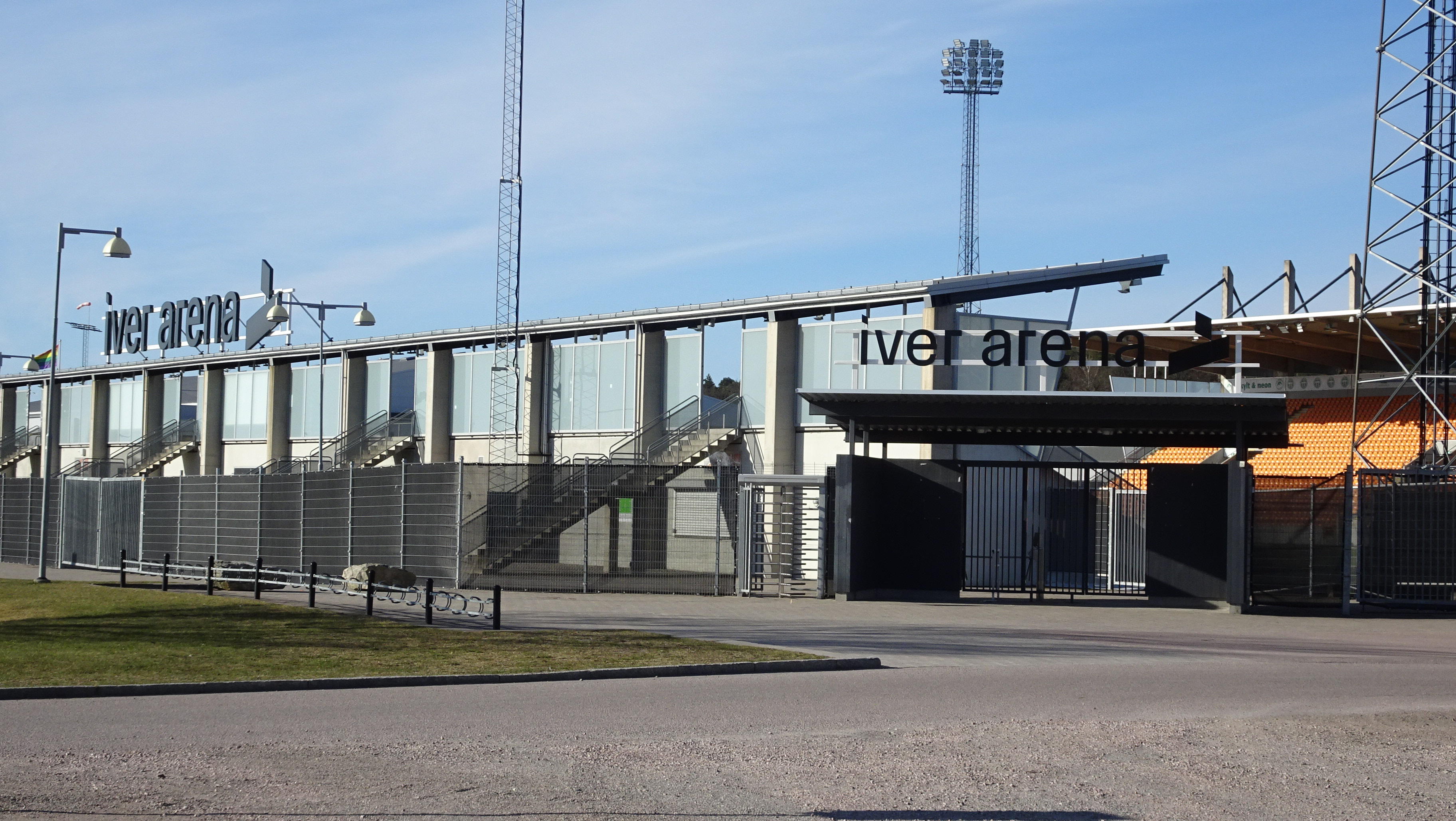
Die Nordseite im April 2020